# Kapela, Markišavci
Kapela se nahaja v vasi Markišavci, ki spada pod Mestno občino Murska Sobota in župnijo Puconci.
Stoji sredi vasi v križišču cest Puconci - Murska Sobota in Nemčavci - Polana

## Zgodovina
Do današnje kapele je prišlo nekako v treh obdobjih: najprej je bil postavljen zvonik z enim zvonom in prizidkom, ki je bil namenjen takratni vaški straži z dvema ležiščema. Za tem je ta objekt služil do leta 1993 kot prostor za hrambo gasilske brizgalne in ostale opreme.
Objekt je bil leta 1993 porušen in zgrajena je bila današnja kapela z dvema zvonovoma, ki sta bila darilo družine Gumilar in družine Erjavec. 8. avgusta istega leta je bila kapela blagoslovljena.

## Arhitektura
Oltarna slika je delo akademskega slikarja Nikolaja Beera. Predstavlja podobo poveličanega vstalega Kristusa.
Kapelo so postavili verniki evangeličanske in rimokatoliške veroizpovedi. Vsako leto je prvo nedeljo v avgustu ob njej bogoslužje obeh veroizpovedi. 